# Цитразиновая кислота
Цитразиновая кислота (2,6-диоксипиридин-4-карбоновая кислота, 2,6-дигидроксиизоникотиновая кислота) — гетероциклическое органическое соединение, производное пиридина с химической формулой C6H5NO4. Применяется в цветной фотографии в составе цветных проявляющих растворов как конкурирующий цветообразующий компонент, служащий для управления контрастом цветного изображения и предотвращающий образование окрашенной вуали.

## Физические и химические свойства
Имеет вид светло-серых кристаллов, может быть окрашена в жёлтый или серо-зелёный цвета. Нерастворима в воде и спирте, хорошо растворима в водных растворах щелочей. Температура плавления — 317 °C (с разложением). Молярная масса 155,11 г/моль.
В процессе цветного фотографического проявления цитразиновая кислота связывает избыток окисленной формы цветного проявляющего вещества с образованием растворимой лейко-формы красителя. При дальнейшей обработке эта форма вымывается из слоя.

### Аналитическое определение
Определяют по совокупности признаков:
- опалесценция низкоконцентрированного щелочного раствора после 1—2 дней. Раствор окрашивается в жёлтовато-зелёный цвет, мениск — в фиолетовый. Наблюдается при прямом угле к вертикально падающему цвету;
- опалесценция нейтрального водного раствора. Через 1—2 часа раствор приобретает ярко-малиновую окраску, через 5—6 часов начинает опалесцировать синим цветом. Наблюдается при любом угле к свету;
- разложение (обугливание) вместо плавления при нагреве до 317 °C;
- образование окрашенного комплекса с цветным проявляющим веществом в растворах.

## Получение
Получают:
- циклизацией диаммонийной соли лимонной кислоты при помощи температурной обработки при 130 °C на воздухе в течение 3−3,5 часов. Выход около 6 %[5];
- из лимонной кислоты через триаммонийную соль;
- из лимонной кислоты и мочевины. Выход реакции около 20 %, способ даёт наиболее чистый продукт.

Очистку полученного технического продукта проводят:
- двойным осаживанием серной кислотой из щелочных растворов;
- перекристаллизацией из 70 % серной кислоты. Выход около 62,5 %, степень очистки — 99,9 %.

## Применение в фотографии
Применяется в цветной фотографии в составе цветных проявляющих растворов. В процессе цветного фотографического проявления управление контрастом изображения затруднено, так как обычные методы чёрно-белой фотографии, применяющиеся для этой цели (изменение концентрации проявляющего вещества, ускоряющих веществ) вызовут разбалансировку по различным слоям изображения и будут влиять на чувствительность эмульсии. Проблему решают путём ввода в раствор цитразиновой кислоты, что позволяет управлять контрастом путём уменьшения роста максимальной плотности красителя, не затрагивая остальных свойств итогового изображения.